# Чогодарівка
Чогода́рівка (Мар'яно-Чогодарівка) — село в Україні, в Березівському районі Одеської області, адміністративний центр Чогодарівської сільської громади. Населення становить 636 осіб. Поблизу села створено ландшафтний заказник місцевого значення Чогодарівський.

## Історія
Під час організованого радянською владою Голодомору 1932—1933 років померло щонайменше 28 жителів села.
1 лютого 1945 року до села Мар'яно-Чогодарівка було приєднано село Греко-Мар'янівка У 1960-х рр. (станом на 1967) с. Мар'яно-Чогодарівка перейменовано на с. Чогодарівка..

## Населення
Згідно з переписом УРСР 1989 року чисельність наявного населення села становила 625 осіб, з яких 281 чоловік та 344 жінки.
За переписом населення України 2001 року в селі мешкали 634 особи.

### Мова
Розподіл населення за рідною мовою за даними перепису 2001 року:
| Мова       | Відсоток |
| ---------- | -------- |
| українська | 89,94 %  |
| румунська  | 6,92 %   |
| російська  | 2,04 %   |
| вірменська | 0,47 %   |
| болгарська | 0,31 %   |
| інші       | 0,32 %   |